# خارج غزة (رواية)
خارج غزة (رواية) هي رواية للكاتبة البريطانية الفلسطينية سلمى الدباغ، صدرت باللغة الإنجليزية عام 2011 عن دار بلومزبري، وترجمتها خلود عمرو إلى العربية بعنوان غزة تحت الجلد ونشرت عام 2015 عن دار بلومزبري- مؤسسة قطر لنشر. تتحدث الرواية عن حياة عائلة فلسطينية في غزة خلال الإنتفاضة الثانية ويتنقل ابطالها بين الخليج وبريطانيا ليعودوا إلى غزة. كما أدرجت الرواية ضمن قائمة كتب الغارديان لعام 2011، و2012.
ترجمت الرواية للغة العربية ولغة الماندرين الصينية والبرتغالية والإيطالية.

## ملخص الرواية
تدور أحداث الرواية في فترة الإنتفاضة الثانية ( 2002- 2005) في قطاع غزة، وتتحدث عن عائلة مجاهد التي عادت إلى غزة مع توقيع إتفاقية اوسلو وتركز الرواية على التوأمين الفلسطينيين رشيد وإيمان وهما يحاولان شق طريقهما وسط الإحتلال والإنقسام السياسي الفلسطيني، يحاول رشيد الهروب من واقع غزة المظلم والإنتقال إلى حياة جديدة ومستقرة في الخارج اما إيمان تختار البقاء في غزة ومقاومة الإحتلال.